# 博登沃尔
博登沃尔是德国巴伐利亚州的一个市镇。总面积54.24平方公里，总人口4089人，其中男性2070人，女性2019人（2011年12月31日），人口密度75人/平方公里。